# Кубиков, Иван Николаевич
Иван Николаевич Кубиков (настоящая фамилия — Дементьев; 1877—1944) — русский советский литературный критик, публицист, историк литературы.

## Биография
Родился 5 марта 1877 года в Санкт-Петербурге. Происходил из семьи ремесленника. Закончил Александровскую школу Санкт-Петербургского ремесленного общества. В 1890—1905 гг. работал наборщиком в типографии. С 1902 года — в рядах РСДРП, впоследствии примкнул к меньшевикам. В 1907—1909 гг. был председателем Санкт-Петербургского Союза печатников. В это время проводил культурно-просветительские мероприятия в рабочих клубах Петербурга, выступал в качестве лектора по истории русской литературы. За свою деятельность неоднократно подвергался преследованию со стороны властей: с 1905 по 1917 год несколько раз находился в тюремном заключении и два раза в политической ссылке. Впервые публиковаться стал в 1909-м. Опасаясь разоблачения, под статьями ставил не своё настоящее имя, а подпись «Квадрат». После того, как Санкт-Петербургское охранное отделение всё-таки вышло на него и затем последовала ссылка в Олонецкую губернию, он перешёл на псевдоним «Кубиков», который после революции 1917 года сделал своей постоянной фамилией.

## Творческая деятельность
Первые статьи Дементьева, посвящённые литературе, появились в 1909 году в профессиональном журнале «Печатное дело»; они были подписаны псевдонимом «Квадрат». Эту же подпись он ставил и под статьями о литературных вопросах в марксистских изданиях за период с 1912 по 1914 год. Первая статья под фамилией «Кубиков» была напечатана в 1914 году в журнале «Наша заря» (кн. 3. «Искусство и отношение к нему рабочего класса»). Кубиков принимал участие в журналах «Дело» (1916), «Вестник культуры и свободы» (1918), «Записки Передвижного общественного театра» (1919), «Путь» (1920), «Печать и революция» (1921—1925).
Его перу принадлежат критико-биографические очерки о писателях, вступительные статьи к их сочинениям. В 1923 году Кубиков в издании ГИЗа опубликовал вступительные статьи к избранным сочинениям В. Г. Белинского и Н. А. Добролюбова. Одни из главных своих статей он написал в период с 1924 по 1927 год: о творчестве А. С. Серафимовича (в сборнике «Современные писатели»), М. Е. Салтыкова-Щедрина («Вестник просвещения», 1926, кн. I), о творчестве С. П. Подъячева (вступительная статья к I тому сочинений С. Подъячева, изд. «Земля и фабрика», 1927). Такого же высокого мастерства он добился и во многих последующих своих работах, таких как «Комментарий к поэме Некрасова „Кому на Руси жить хорошо“» (1933), «Комментарий к роману М. Горького „Мать“» (2-е изд., 1934) и др.
Критический анализ в статьях Кубикова основан не на марксистском методе, которым он не владел, а скорее на воззрениях, свойственных культурно-исторической школе. Обозначая влияние одного автора на другого, он при этом не мог правильно его охарактеризовать. Так, Кубиков одним из первых  раскритиковал методологию В. Ф. Переверзева, однако оценивал её далеко не с позиции диалектического материализма. Совершенно справедливо выступая против игнорирования Переверзевым политической надстройки, он, в свою очередь, впадал в другую крайность — отвергал в формировании надстройки детерминирующее значение социально-экономического базиза. Именно поэтому, давая определения писателям, Кубиков подменяет чёткие классовые характеристики расплывчатыми описаниями: «Тренев — представитель демократической интеллигенции», «Серафимович — старый писатель-общественник» и т. д.